# Гран-при Шарм-эль-Шейха
Гран-при Шарм-эль-Шейха (англ. Grand Prix of Sharm el-Sheikh) — шоссейная однодневная велогонка, проходившая в Египте. Входила в календарь Африканского тура UCI.

## История
Гонка проводилась с 2007 по 2009 в окрестностях египетского города Шарм-эш-Шейх через день после окончания многдневки Тура Египта. Все проведённые гонки входили в календарь UCI Africa Tour с категорией 1.2.

## Призёры
| Год  | Победитель       | Второй             | Третий             |
| ---- | ---------------- | ------------------ | ------------------ |
| 2007 | Ян Шипеки        | Мохаммед Али Ахмед | Фади Хан Шикхони   |
| 2008 | Амр Ахмед        | Горан Шмелцеровичь | Ахмед Рашад        |
| 2009 | Ивайло Габровски | Фади Хан Шикхони   | Мерхави Гебрехивет |